# Герб Харківського району
Герб Ха́рківського райо́ну — офіційний символ територіальної громади Харківського району Харківської області. Затверджений 21 січня 2003 р. рішенням V сесії XXIV скликання Харківської районної ради.

## Опис
Герб району являє собою чотирикутний геральдичний щит із заокругленими нижніми кутами і загостренням в основі. Щит із золотою облямівкою перетятий та напіврозітнений в нижній частині.
У верхньому зеленому полі щита в почесній частині покладені елементи символу Харківської області: перехрещені золотий ріг достатку і кадуцей, жезл якого теж золотий, а крила і змії — срібні.
У правому нижньому куті щита  на синьому полі покладено золоте сонце, обвите золотими колосками пшениці, що освітлює зелені поля. 
У лівому нижньому куті щита на золотому полі покладені стилізовані зображення символів промислового району: на фоні підприємства — шестерня, цегла, фаянсовий посуд, будівельні матеріали.
Пропорції щита герба: співвідношення висоти до ширини — 8:7; закруглені частини являють собою 1/4 кола з радіусом 1/8 висоти герба.
Еталонний зразок герба міститься в Харківській районній раді.